# Thomas Auger
Thomas Auger (8 de agosto de 1992) es un deportista australiano que compite en taekwondo. Ganó tres medallas de plata en el Campeonato de Oceanía de Taekwondo entre los años 2012 y 2018.

## Palmarés internacional
| Campeonato de Oceanía | Campeonato de Oceanía  | Campeonato de Oceanía | Campeonato de Oceanía |
| Año                   | Lugar                  | Medalla               | Categoría             |
| --------------------- | ---------------------- | --------------------- | --------------------- |
| 2012                  | Gold Coast (Australia) | Medalla de plata      | –68 kg                |
| 2016                  | Suva (Fiyi)            | Medalla de plata      | –68 kg                |
| 2018                  | Mahina (Francia)       | Medalla de plata      | –68 kg                |